# Hôpital Saint-George
L'hôpital Saint-George (en suédois : Sankt Görans sjukhus) est un hôpital à Kungsholmen à Stockholm en Suède.

## Présentation
L'hôpital Saint-George est un hôpital d'urgence situé rue Sankt Göransgatan à Kungsholmen.
L'hôpital est géré par une société anonyme appartenant au groupe de santé Capio.
L'hôpital dispose de 310 lits et d'environ 1 850 employés et a 31 spécialités médicales. 
C'est l'un des deux hôpitaux d'urgence du centre-ville de Stockholm. Le deuxième est Södersjukhuset.
La majorité des opérations de l'hôpital, qui s'appelle désormais Hôpital Capio St. Göran, sont réalisées pour le compte du comté de Stockholm, qui est également propriétaire des bâtiments de l'hôpital. L'hôpital est situé dans le quartier de Stadshagen et est à proximité de la station de métro Stadshagen. 
L'hôpital est situé près de l'église Saint-George.

## Histoire
Dès 1271, un hôpital fut fondé, qui fut nommé en 1288 Sankt Jörans. 
Il était situé sur Brunkebergsåsen, où se trouve aujourd'hui la Drottninghuset à côté de l'église Saint-Jean.
L'hôpital connu aujourd'hui sous le nom de St. Göran a accueilli son premier patient le 24 octobre 1888. Lors de son inauguration, l'hôpital, conçu par Per Emanuel Werming, pouvait accueillir 279 patients. Le nombre de lits a augmenté rapidement et 25 ans plus tard, il était de 537. Au début, l'hôpital comptait quatre médecins. En 1913, le corps médical avait triplé, atteignant 12 membres.
En 1970, les soins pédiatriques de l'hôpital pour enfants de la princesse Lovisa ont été transférés à St. Göran. Les nouveaux bâtiments ont été conçus, comme l'école d'infirmières St. Göran adjacente et contemporaine, par les architectes Anders Tengbom et Kurt Walles.
En 1998, cette opération a été interrompue, une grande partie des soins pédiatriques du comté ayant été concentrés à l'hôpital pour enfants Astrid Lindgren de l'hôpital universitaire Karolinska de Solna. 
Le bâtiment qui était auparavant un hôpital pour enfants a été transformé en immeuble de bureaux après le déménagement et est aujourd'hui le siège social d'Electrolux.
Un nouveau bâtiment chirurgical a été achevé en 1985. Six ans plus tard, le nouveau service des urgences a été achevé. Plus tard, un nouveau bâtiment a également été construit avec des lits de soins pour les patients médicaux.

## Galerie

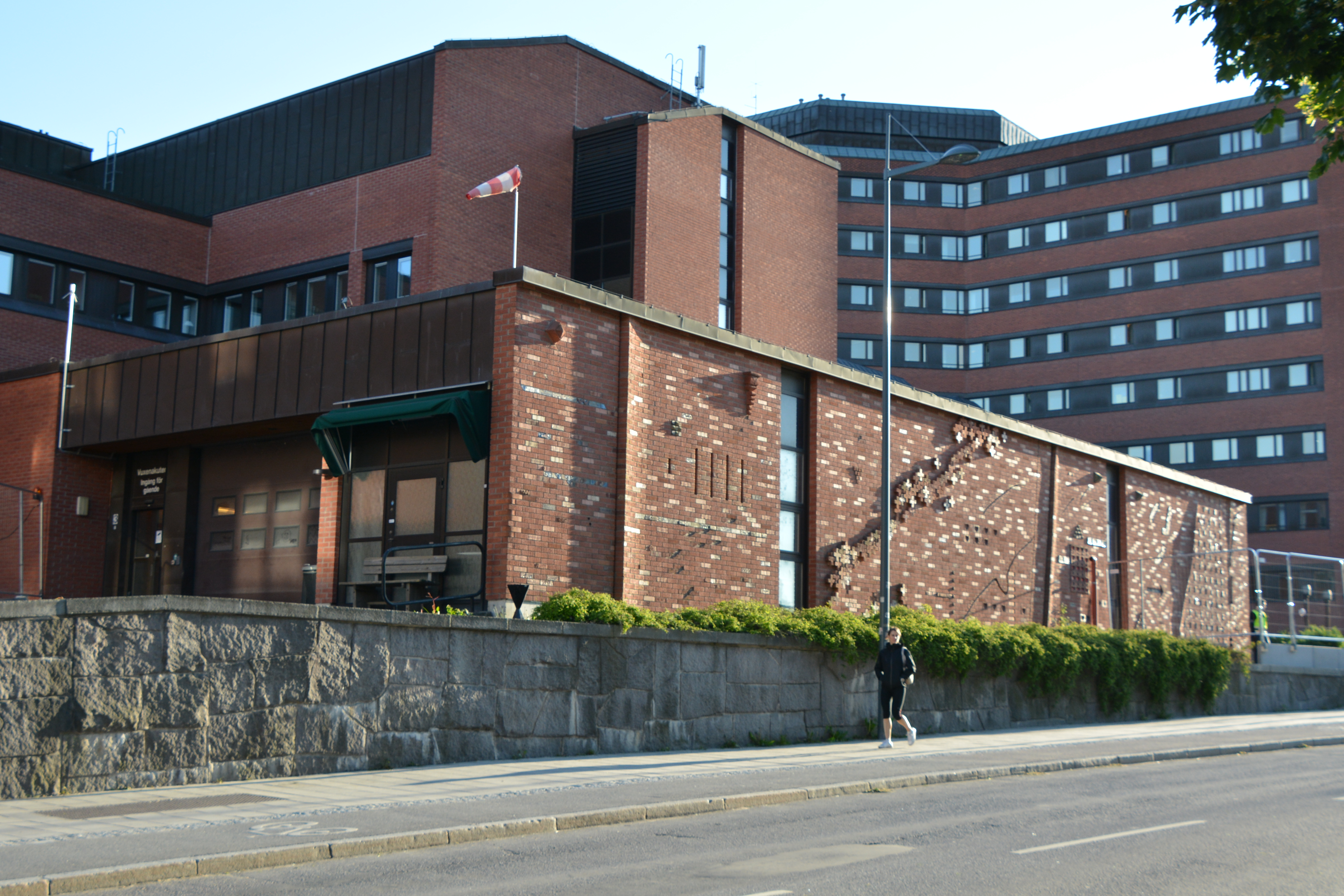
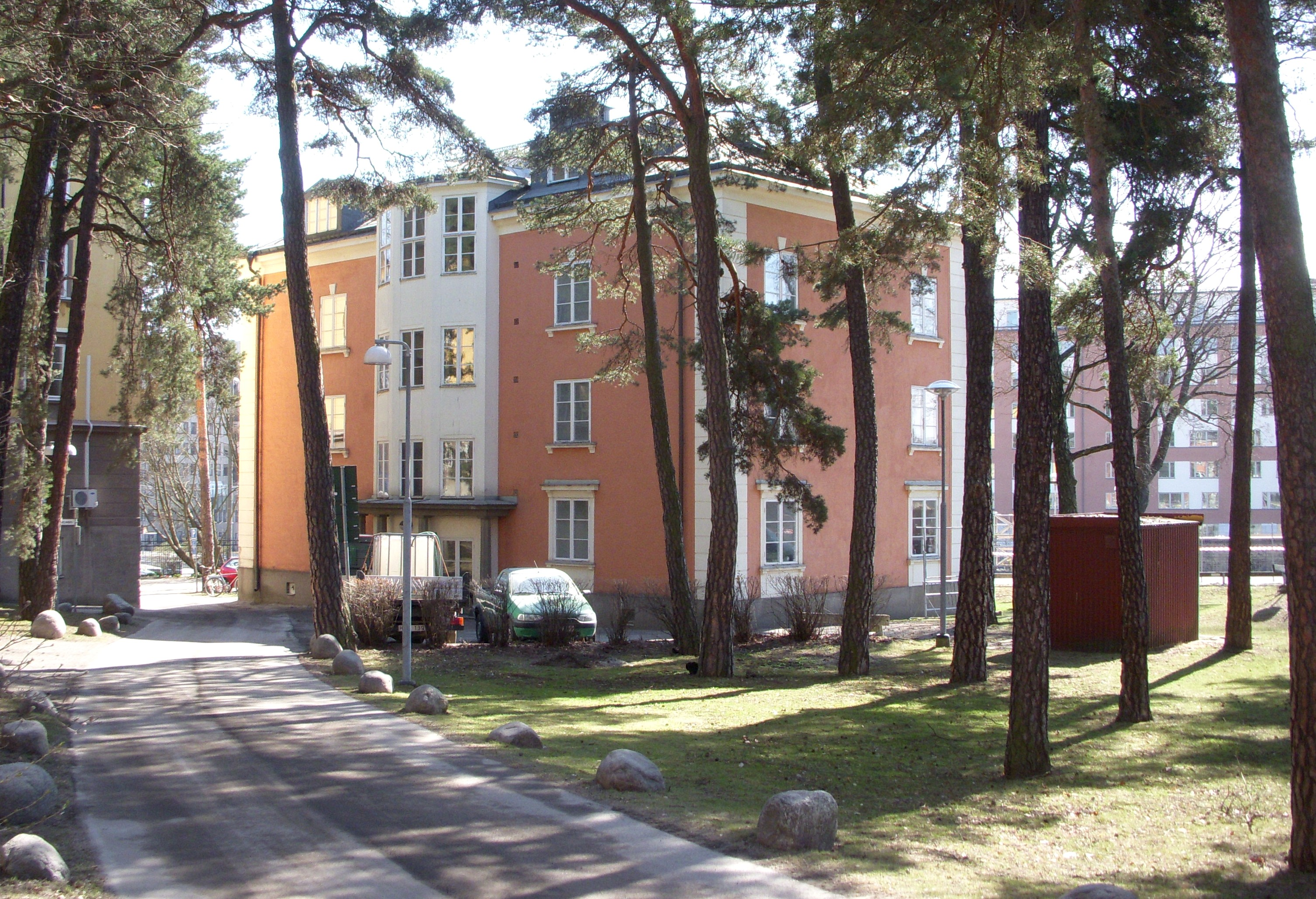
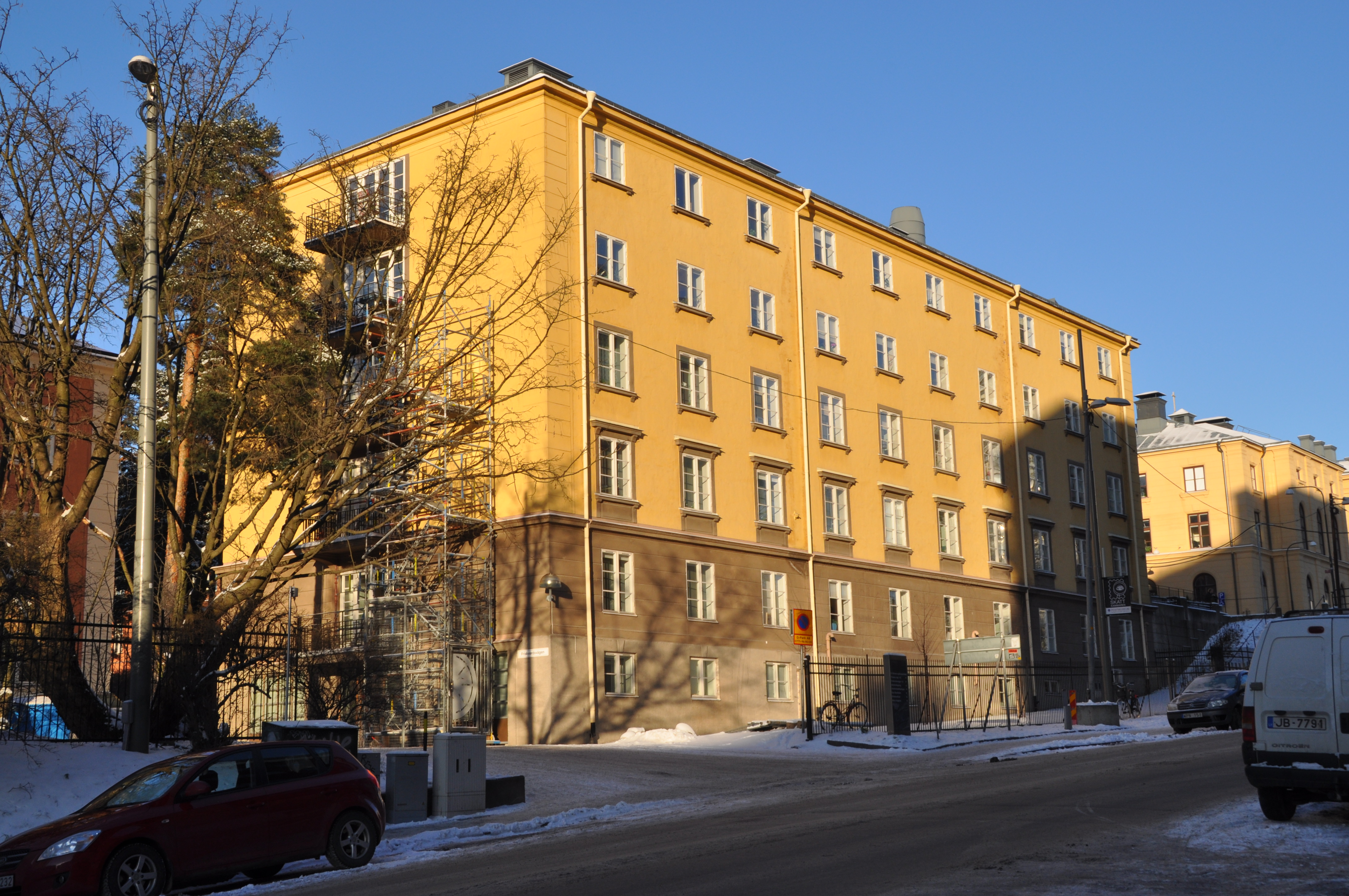